# Bolton-le-Sands
Bolton-le-Sands är en by och en civil parish i Lancaster i Lancashire i England. Orten har 4 127 invånare (2011). Byn nämndes i Domedagsboken (Domesday Book) år 1086, och kallades då Bodeltone.